# Bolbaffer bremeri
Bolbaffer bremeri là một loài bọ cánh cứng trong họ Geotrupidae. Loài này được Nikolajev miêu tả khoa học năm 1982.